# Liste der Naturdenkmäler im Landkreis Miltenberg
Die Liste der Naturdenkmäler im Landkreis Miltenberg nennt die Naturdenkmäler in den Städten und Gemeinden im Landkreis Miltenberg in Bayern. Im Jahr 2017 gab es im Landkreis Miltenberg 44 Naturdenkmäler. Nach Art. 51 Abs. 1 Nr. 4 BayNatschG ist das Landratsamt des Landkreises Miltenberg für den Erlass von Rechtsverordnungen über Naturdenkmäler (§ 28 BNatSchG) zuständig.

## Amorbach
In Amorbach sind diese Naturdenkmäler verzeichnet.
| Bild           | Nummer   | Bezeichnung                | Gemarkung       | Beschreibung                                                        |
| -------------- | -------- | -------------------------- | --------------- | ------------------------------------------------------------------- |
| weitere Bilder | 676.N.02 | Siegfriedsquelle           | Amorbach        | In einer kleinen Höhle im Buntsandstein entspringende Schichtquelle |
|                | 676.N.03 | Im Heschfeld/Am Thingplatz | Reichartshausen |                                                                     |
|                | 676.N.04 | Zwei Huteichen             | Beuchen         |                                                                     |

## Bürgstadt
In Bürgstadt sind diese Naturdenkmäler verzeichnet.
| Bild | Nummer   | Bezeichnung                | Gemarkung | Beschreibung |
| ---- | -------- | -------------------------- | --------- | ------------ |
|      | 676.N.05 | Zehn Eichen                | Bürgstadt |              |
|      | 676.N.06 | Felsengruppe „Die Staffel“ | Bürgstadt |              |

## Collenberg
In Collenberg sind diese Naturdenkmäler verzeichnet.
| Bild | Nummer   | Bezeichnung       | Gemarkung     | Beschreibung |
| ---- | -------- | ----------------- | ------------- | ------------ |
|      | 676.N.07 | Dreibeinige Buche | Fechenbach    |              |
|      | 676.N.08 | Totenmannsbuche   | Reistenhausen |              |

## Eichenbühl
In Eichenbühl sind diese Naturdenkmäler verzeichnet.
| Bild | Nummer   | Bezeichnung                | Gemarkung    | Beschreibung |
| ---- | -------- | -------------------------- | ------------ | ------------ |
|      | 676.N.09 | Dreibeinige Buche          | Breitenstein |              |
|      | 676.N.11 | Steinhöhle „Zigeunerhöhle“ | Heppdiel     |              |

## Elsenfeld
In Elsenfeld ist dieses Naturdenkmal verzeichnet.
| Bild | Nummer   | Bezeichnung                | Gemarkung | Beschreibung |
| ---- | -------- | -------------------------- | --------- | ------------ |
|      | 676.N.83 | 2 alte Linden in Elsenfeld | Elsenfeld |              |

## Erlenbach am Main
In Erlenbach am Main sind diese Naturdenkmäler verzeichnet.
| Bild           | Nummer   | Bezeichnung                  | Gemarkung | Beschreibung                                         |
| -------------- | -------- | ---------------------------- | --------- | ---------------------------------------------------- |
|                | 676.N.12 | zusammengewachsene Rotbuche  | Erlenbach |                                                      |
| weitere Bilder | 676.N.13 | Knorrige drehwüchsige Kiefer | Erlenbach | Waldkiefer (Pinus sylvestris) in einer Wohnsiedlung. |

## Eschau
In Eschau sind diese Naturdenkmäler verzeichnet.
| Bild | Nummer   | Bezeichnung                  | Gemarkung | Beschreibung |
| ---- | -------- | ---------------------------- | --------- | ------------ |
|      | 676.N.14 | Weißbuche (Carpinus betulus) | Sommerau  |              |
|      | 676.N.15 | Allee zum Schloss            | Sommerau  |              |

## Kirchzell
In Kirchzell ist dieses Naturdenkmal verzeichnet.
| Bild | Nummer   | Bezeichnung             | Gemarkung  | Beschreibung |
| ---- | -------- | ----------------------- | ---------- | ------------ |
|      | 676.N.18 | Quelle des Wilbesbaches | Watterbach |              |

## Klingenberg am Main
In Klingenberg am Main sind diese Naturdenkmäler verzeichnet.
| Bild | Nummer   | Bezeichnung                      | Gemarkung   | Beschreibung |
| ---- | -------- | -------------------------------- | ----------- | ------------ |
|      | 676.N.24 | Heunenschlucht                   | Klingenberg |              |
|      | 676.N.26 | Brunnen mit Zwerghöhlenschnecken | Klingenberg |              |
|      | 676.N.28 | Talmulde mit 3 Quellen           | Trennfurt   |              |
|      | 676.N.29 | 1 Birnbaum, 1 Kirschbaumgruppe   | Trennfurt   |              |
|      | 676.N.31 | 2 imposante Eichen               | Trennfurt   |              |
|      | 676.N.32 | Vogelschutzhecke                 | Trennfurt   |              |
|      | 676.N.33 | Alte Eibe                        | Klingenberg |              |

## Laudenbach
In Laudenbach sind diese Naturdenkmäler verzeichnet.
| Bild | Nummer   | Bezeichnung         | Gemarkung  | Beschreibung |
| ---- | -------- | ------------------- | ---------- | ------------ |
|      | 676.N.36 | „Eichwiesen“        | Laudenbach |              |
|      | 676.N.37 | Blutbuche           | Laudenbach |              |
|      | 676.N.38 | Mutter-Gottes-Buche | Laudenbach |              |

## Miltenberg
In Miltenberg ist dieses Naturdenkmal verzeichnet.
| Bild | Nummer   | Bezeichnung | Gemarkung  | Beschreibung |
| ---- | -------- | ----------- | ---------- | ------------ |
|      | 676.N.39 | Lauseiche   | Miltenberg |              |

## Mömlingen
In Mömlingen sind diese Naturdenkmäler verzeichnet.
| Bild | Nummer   | Bezeichnung                   | Gemarkung | Beschreibung |
| ---- | -------- | ----------------------------- | --------- | ------------ |
|      | 676.N.40 | 5 Linden an Wendelinuskapelle | Mömlingen |              |
|      | 676.N.41 | Lindenallee                   | Mömlingen |              |

## Mönchberg
In Mönchberg sind diese Naturdenkmäler verzeichnet.
| Bild | Nummer   | Bezeichnung                 | Gemarkung | Beschreibung |
| ---- | -------- | --------------------------- | --------- | ------------ |
|      | 676.N.44 | Vierlesstein                | Mönchberg |              |
|      | 676.N.45 | Steinmeer von Buntsandstein | Mönchberg |              |

## Niedernberg
In Niedernberg ist dieses Naturdenkmal verzeichnet.
| Bild | Nummer   | Bezeichnung | Gemarkung   | Beschreibung |
| ---- | -------- | ----------- | ----------- | ------------ |
|      | 676.N.52 | 2 Linden    | Niedernberg |              |

## Obernburg am Main
In Obernburg am Main sind diese Naturdenkmäler verzeichnet.
| Bild | Nummer   | Bezeichnung                | Gemarkung | Beschreibung |
| ---- | -------- | -------------------------- | --------- | ------------ |
|      | 676.N.59 | Schilffläche „Büchold-See“ | Obernburg |              |
|      | 676.N.65 | Purpurknabenkrautstandort  | Eisenbach |              |

## Schneeberg
In Schneeberg ist dieses Naturdenkmal verzeichnet.
| Bild | Nummer   | Bezeichnung      | Gemarkung  | Beschreibung |
| ---- | -------- | ---------------- | ---------- | ------------ |
|      | 676.N.68 | Zwei Wolfstannen | Schneeberg |              |

## Stadtprozelten
In Stadtprozelten sind diese Naturdenkmäler verzeichnet.
| Bild                  | Nummer   | Bezeichnung           | Gemarkung      | Beschreibung                                           |
| --------------------- | -------- | --------------------- | -------------- | ------------------------------------------------------ |
| Lärche Stadtprozelten | 676.N.69 | Dreifaltigkeitslärche | Stadtprozelten | Europäische Lärche (Larix decidua) auf einem Höhenzug. |
|                       | 676.N.71 | Quelle „Mußbrunnen“   | Neuenbuch      |                                                        |

## Sulzbach am Main
In Sulzbach am Main sind diese Naturdenkmäler verzeichnet.
| Bild | Nummer   | Bezeichnung                | Gemarkung | Beschreibung |
| ---- | -------- | -------------------------- | --------- | --- |
|      | 676.N.72 | Prinzregent Luitpold-Linde | Sulzbach  | Winterlinde, die am 12. März 1911 in der Nähe des Nordtors der Ortsbefestigung zum Gedenken an den 90. Geburtstag des bayerischen Prinzregenten Luitpold gepflanzt wurde. |
|      | 676.N.74 | Radioaktive Sohlquelle     | Soden     | |
|      | 676.N.75 | Park des Kinderheimes      | Soden     | |

## Weilbach
In Weilbach ist dieses Naturdenkmal verzeichnet.
| Bild | Nummer   | Bezeichnung | Gemarkung | Beschreibung |
| ---- | -------- | ----------- | --------- | ------------ |
|      | 676.N.78 | Hallestein  | Weilbach  |              |

## Wörth am Main
In Wörth am Main sind diese Naturdenkmäler verzeichnet.
| Bild | Nummer   | Bezeichnung               | Gemarkung | Beschreibung |
| ---- | -------- | ------------------------- | --------- | ------------ |
|      | 676.N.79 | 1 Eiche                   | Wörth     |              |
|      | 676.N.80 | Kunradslinde              | Wörth     |              |
|      | 676.N.82 | Feuchtbiotop „Tannensohl“ | Wörth     |              |